# 田中梨子
田中 梨子（たなか りこ、1980年3月4日 - ）は、日本の元AV女優。

## 略歴
2004年にAVデビュー。痴女ものを中心に活躍したお姉系のキカタン（企画単体）女優。
2006年には楓アイルやREINAとともにケイ・エム・プロデュースの企画レーベルおかず。のキャンペーンガール、おかずガールズ 。に選ばれた。
2007年に引退。（『餌食 FINAL FUCK 田中梨子』の解説に記載）
2009年に復帰。復帰直後は田中梨子名義で出演したが、その後、松田早紀名義で活動している。

## 出演作品

### アダルトビデオ
田中梨子名義
2004年
- レズパレス69（10月7日、ハンドメイドビジョン）
- 綺麗な継母の誘惑（10月20日、イマージュ）
- 完全中出し受精!43（11月5日、プレステージ）
- 密室フェロモン1 田中梨子23才（11月15日、ドグマ）
- 僕だけのハーレム天国 モテまくりハメまくり編（12月1日、Joker（MOODYZ））

2005年
- 僕だけのハーレム天国 酒痴肉林編（1月1日、MOODYZ）
- 団地妻[浮気常習犯]（2月10日、ドリームチケット）オムニバス作品
- MOODYZファン感謝祭 バコバス夏の陣2005（3月1日、MOODYZ）
- R*Queen05 [視線で感じるオンナ]（3月10日、ドリームチケット）
- バコバスギャル16人の裏のウラ（4月15日、MOODYZ）
- 発情パフォーマンス パイパン痴女（4月15日、隼エージェンシー）オムニバス作品
- うれごろ日記 7（4月15日、ミル）
- ストレッチ倶楽部 柔らかエロいそのカラダに大興奮 !!（4月20日、ネクストイレブン）オムニバス作品
- 義姉の淫汁（4月20日、ネクストイレブン）オムニバス作品
- TV業界NO.1の腰使いアイドルが23本ヌキ（4月21日、アイエナジー）
- レ・ズ・ビアン18（4月22日、U&K）
- 女だらけの世界 Vol.6 女子寮のSEXY巨乳お姉さん達（5月1日、EDGE（MOODYZ））
- 競泳水着の女（5月4日、ヒビノ）
- 我慢できない人妻たち 夫とのSEXじゃ物足りないの…。（5月18日、隼エージェンシー）オムニバス作品
- 淫乱お姉さん6人 舐めまくりしゃぶりまくりシゴきまくりザーメン抜きまくり 大人気有名女優6名厳選（5月19日、アイエナジー）
- 顔面コキ（5月19日、甲斐正明事務所（ブリット））
- イイ女狩り7（5月30日、うまなみ。（ケイ・エム・プロデュース））オムニバス作品
- 美しい痴女の接吻とセックス 14（6月15日、ドグマ）
- 桃尻娘。（6月17日、うまなみ。（ケイ・エム・プロデュース））オムニバス作品
- 撮影現場控室でAVアイドルがAVアイドルに告白レズガチンコ（6月20日、ホットエンターテイメント）
- ふたなりズム（7月15日、ドグマ）
- スーパーマジックミラー号 純情青年手コキ逆ナンパ（7月21日、SODクリエイト）
- Crazy Sexy Cool 6（7月29日、トパーズ（プラチナソフト））オムニバス作品
- LOVE LEG'S・4 minisuka!［02］（7月29日、トパーズ（プラチナソフト））オムニバス作品
- ジーンズの女（8月18日、ヒビノ）
- 痴女仕置人 完全版（8月19日、ミリオン（ケイ・エム・プロデュース））
- 敏感徹底解剖（8月20日、プラネット53）
- 街角でスカートの脇の切れ目に手を入れて指マンするのが最高（8月25日、ホットエンターテイメント）
- イイ女狩り8（8月26日、うまなみ。（ケイ・エム・プロデュース））オムニバス作品
- 混浴美人 4（9月16日、オブテイン・フューチャー）
- みるスポ!073（9月19日、みるきぃぷりん♪）
- 青い体験[スカートの奥の甘い太もも]（9月27日、マックス・エー）
- ONE+GAL DX（9月30日、レックオーバー）
- 若妻の性欲（10月13日、グローリークエスト）
- やっぱ！中出しでしょ III 10人の中出し姫（10月13日、隼エージェンシー）オムニバス作品
- PRIVATE（10月14日、オブテイン・フューチャー）
- ポルノアカデミー 2（10月20日、SUPER NEXT（ネクストイレブン））
- S級　素人ギャル千人斬り!　vol.4（10月21日、うまなみ。（ケイ・エム・プロデュース））オムニバス作品
- CrazySexyCool All mix and special progrram・2（10月28日、プラチナソフト）
- パイパン大運動会EX（11月7日、カルマ）
- うまなみプレゼンツ11　S級　素人ギャル千人斬り!4時間2（11月18日、おかず。（ケイ・エム・プロデュース））うまなみ。作品『S級　素人ギャル千人斬り!　vol.4』のセルDVD化作品
- イカサレ4時間 3（11月25日、おかず。（ケイ・エム・プロデュース））
- 浮気録画【公開不倫ナマ素材】田中梨子（28）Mrs.Immoral eyee E.86（12月10日、ドリームチケット）
- 集団痴女ダンサーズ 完全版（12月16日、おかず。（ケイ・エム・プロデュース））
- こんでんすみるきぃ 体育編 5（12月19日、みるきぃぷりん♪）

2006年
- 田中梨子とハニカミデート（1月17日、ブレアライド）
- 絶叫!ケツの穴（1月19日、ドグマ）…◆“初アナル”"初浣腸”
- ペニス ハンター（1月19日、アイエナジー）
- 秘女琴・淫花曼荼羅・花弁の雫（1月26日、コンマビジョン（桃太郎映像出版））
- 黒タイト美脚OL（1月27日、ビッグモーカル）オムニバス作品
- 催眠バラエティー 催眠術を手に入れた!!〜Hなコトも思いのままにやりたい放題!させたい放題!〜（2月4日、SODクリエイト）
- パイパンレズビアン2（2月13日、カルマ）
- 私立IP女学院（3月1日、TISSUE　（アイデアポケット））
- 痴女の尿を浴びる萌え（3月10日、AVS PROJECT　（AVS））
- 田中梨子の超!イキまくり!!（3月13日、MEGAMAX　（メガマックス））
- 月刊 田中梨子 完全版（3月24日、おかず。（ケイ・エム・プロデュース））
- 秘女琴 <ひめごと>/淫乱ナースの熱い舌心◆秘めた野心、今...（3月24日、コンマビジョン）
- こんでんすみるきぃ 撮り下ろし特濃編（4月19日、みるきぃぷりん♪）オムニバス作品
- うまなみプレゼンツ　17桃尻娘。4時間（4月21日、おかず。（ケイ・エム・プロデュース））うまなみ。作品『桃尻娘。』のセルDVD化作品
- 秘女琴 <ひめごと>/「罠」◆プライベートモデルの恥辱（4月21日、コンマビジョン）オムニバス作品
- 淫乱感染痴女病棟（5月1日、ISM（MOODYZ））
- 責め痴女　ハーレムスペシャル（5月1日、レアル・ワークス）※AV OPEN 2006エントリー作品
- トリプル痴女GROOVE（5月7日、XANADO（プレミアム））
- ヌキどころ一気に見せます!パイパン大運動会総集編＋未公開オフショット（5月13日、カルマ）
- 女上司がシゴいてあげる180分（5月15日、SUPER J（ジェイモデル））
- ラブレズ（5月19日、みるきぃぷりん♪）
- 早坂ひとみ引退カウントダウン3 早坂ひとみのファン感謝記念温泉バスツアー（5月19日、レアル・ワークス）
- イイ女狩り4時間 3（5月19日、おかず。（ケイ・エム・プロデュース））うまなみ。作品『イイ女狩り8』セルDVD化作品
- オフィスレディ痴女STYLE3時間（5月26日、ビッグモーカル）オムニバス作品
- 潮吹きバラエティー“噴射の神様” 4 完全版（5月26日、おかず。（ケイ・エム・プロデュース））
- 秘書in…［脅迫スイートルーム］（6月5日、VIVID（ドリームチケット））
- 姫いじり3時間（6月25日、サイド・ビー）
- 背面座位　4時間撮り下ろしSPECIAL（7月28日、ビッグモーカル）
- FREEDOM WILDGALS アナル（8月10日、フリーダム（ジャパン））
- FREEDOM WILDGALS 顔麺騎乗（8月10日、フリーダム（ジャパン））
- FREEDOM WILDGALS 脚責め（8月10日、フリーダム（ジャパン））
- IJIWARU 水原みなみcw田中梨子（8月15日、SUPER J（ネクストイレブン））
- 責め痴女ハーレムSPECIAL 完全版（8月18日、レアル・ワークス）
- ハーレム女学園（11月1日、REAL（MOODYZ））
- うまなみ。プレゼンツ25 イイ女狩り4時間 4（11月17日、おかず。（ケイ・エム・プロデュース））うまなみ。作品『イイ女狩り7』セルDVD化作品
- ポルノアカデミー アキバ大捜査腺（11月20日、Gang（ネクストイレブン））
- 美脚×ローライズ短パン×露出デート（12月13日、マルクス兄弟）
- 美人ホステス・レズ調教 インモラル・レズビアン 1（12月19日、プラウド（BRAVO））

2007年
- MOODYZ 完全撮り下ろし8時間SPECIAL（2月13日、MOODYZ）
- 痴女の唇と挑発淫語と接吻（3月1日、ワンズファクトリー）
- 餌食 FINAL FUCK（3月15日、T&Communication’s）※引退作

2009年
- 禁断の肉体取引（7月3日、アウダースジャパン）
- DOKIレズ36（7月3日、アウダースジャパン）
- SOD特選痴女 逆ナンパ編 MM号から車中まで2003〜2008 たまりに溜まった素人ザーメン32連発大発射4時間DX（7月9日、SODクリエイト）※総集編
- 暴走セックス（10月19日、乱丸）

他

松田早紀名義
2009年
- 「お義母さんを酔わせてどうするつもり？」（8月20日、ネクストイレブン）
- ドアを開けたら母がオナニー中だった 3（9月20日、ネクストイレブン）
- 喪服で狂う みだらなおんな（9月25日、ながえスタイル）
- 義母と息子 中出しお忍び旅行（10月9日、東京音光）
- うねるバイブぶっ刺し腰クネオナニー 2（10月23日、OFFICE K’S）
- 美人妻たちのセンズリ鑑賞 其の五（10月23日、OFFICE K’S）
- 本格レズ 訪問エステ 湯けむり紀行（11月13日、東京音光）
- 手コキでベロちゅ～ 8（11月19日、イエロー）

2010年
- アナル中出し浮気妻（5月19日、CROSS）
- SM獄窓 Vol.15（12月13日、アートビデオ）

2011年
- 綺麗な奥さんを虐めて精飲させる（2月1日、中嶋興業）
- 禁断の駆け引き（2月4日、アウダースジャパン）
- DOKIレズ 54（2月4日、アウダースジャパン）
- 美脚ガニ股矯正拷問 妃乃ひかり 松田早紀（11月19日、ドグマ）
- 義母さん生でヤラして！中出しさせてっ！（11月20日、ネクストイレブン）

2012年
- 淫乱すぎる親戚の叔母（9月14日、マダムス（ケイ・エム・プロデュース））
- 義父を愛してしまった人妻（11月9日、マダムス（ケイ・エム・プロデュース））

他

### イメージビデオ
- 竹書房エロティック劇場シリーズ人妻淫乱(秘)劇場/乱れた妻たちの性（2005年10月21日、竹書房）